# Ochthebius aeneus
Ochthebius aeneus är en skalbaggsart som beskrevs av Stephens 1835. Ochthebius aeneus ingår i släktet Ochthebius och familjen vattenbrynsbaggar. Inga underarter finns listade i Catalogue of Life.